# Восконян Валерій Миколайович
Валерій Миколайович Восконян (нар. 6 квітня 1994, Миколаївська область, Україна) — український футболіст вірменського походження, воротар СК «Полтава».

## Життєпис
Вихованець ДЮСШ села Радсад Миколаївського району Миколаївської області. Перший тренер — Олександр Миколайович Гаранін. Далі займався в київському РВУФК у тренерів Володимира Іжко та Володимира Філонюка. Після спортінтернату повернувся в своє рідне місто. Грав на аматорському рівні за другу команду МФК «Миколаїв». Влітку 2012 року на запрошення головного тренера першої команди Руслана Забранського проходив збори з основою, після чого підписав з «корабелами» свій перший професійний контракт. Дебютував у першій лізі 26 травня 2013 року в домашній грі проти «Динамо-2». Юний голкіпер отримав від тренера декілька хвилин перед фінальним свистком вже практично виграного матчу і встиг парирувати дальній удар. У наступному сезоні через травми основних воротарів миколаївців Товта й Козаченко Восконян вперше вийшов на поле вже в першому турі, а в другому — й узагалі зі стартових хвилин. Новий головний тренер «корабелів» Олег Федорчук на післяматчевій прес-конференції зазначив, що Восконян зумів впоратися з хвилюванням, і передрік йому хороше майбутнє. Взимку у «Миколаєва» знову змінився головний тренер. В'ячеслав Мазараті за півроку, проведені на чолі команди, двічі довірив Валерію місце в стартовому складі. Обидві ці ігри команда, яка в підсумку завершила чемпіонат на останньому місці, програла із загальним рахунком 0:6. Наступний сезон 2014/15 став для Восконяна найкращим у футболці «Миколаєва». Двадцятирічний голкіпер зіграв у 13 матчах і за підсумками сезону був визнаний найкращим гравцем команди. У наступному сезоні основним воротарем команди став Роман Чумак, а Восконян на полі практично не з'являвся.
Влітку 2016 року перейшов в єреванський «Пюнік». У вищому вірменському дивізіоні дебютував 8 серпня 2016 року в грі проти «Ширака» (1:3).